# Jane Russell

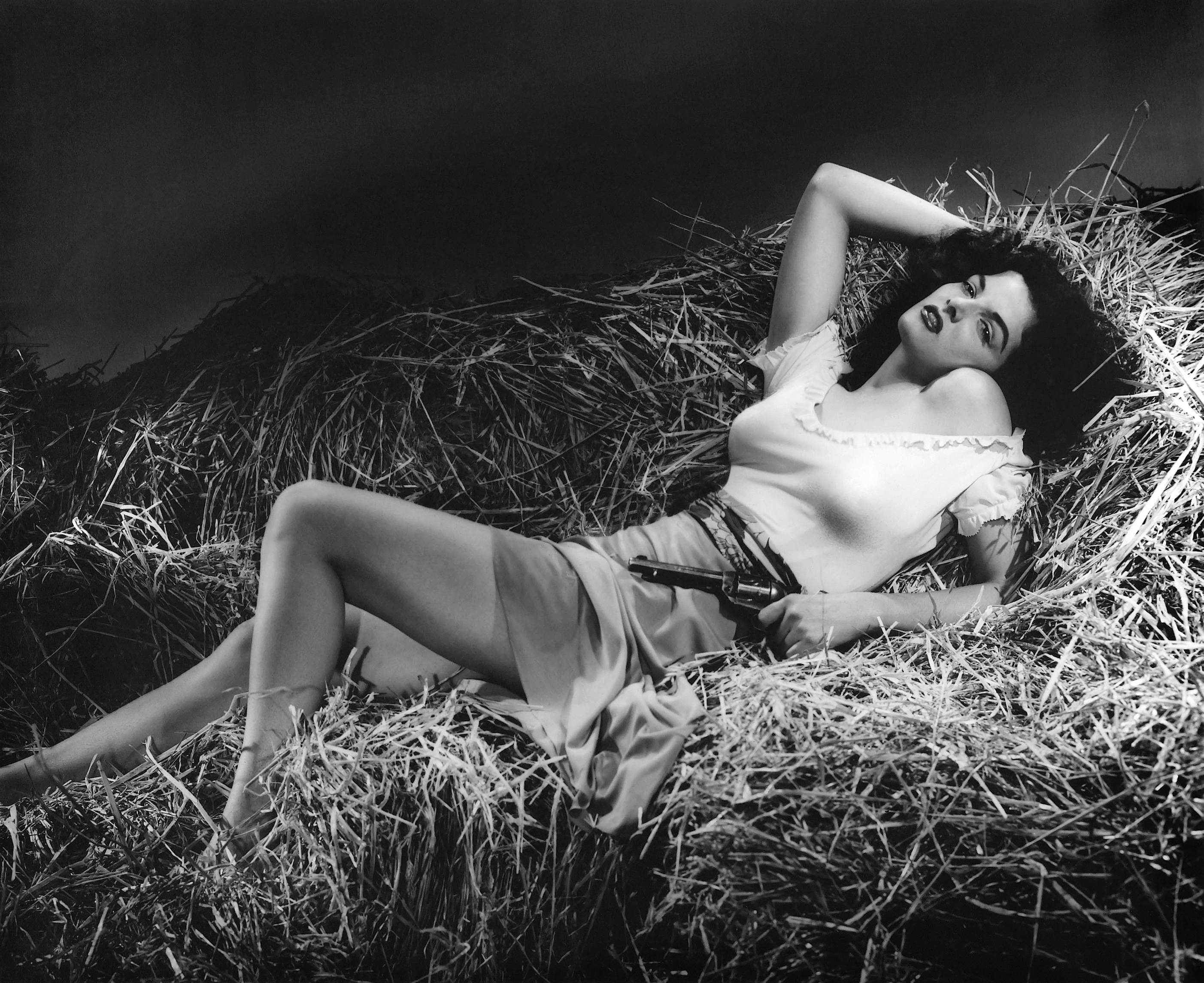
Jane Russell i Den laglöse (1943).

Ernestine Jane Geraldine Russell, född 21 juni 1921 i Bemidji i Minnesota, död 28 februari 2011 i Santa Maria i Kalifornien, var en amerikansk skådespelare och sexsymbol under 1940- och 1950-talet. Russell filmdebuterade 1943 i Den laglöse. Hon spelade huvudroller i drygt 20 filmer under sin karriär, däribland i Blekansiktet (1948), Dödligt lik (1951), Sista chansen (1952), Den laglösa ön (1952), Herrar föredrar blondiner (1953) och Man mot man (1955).

## Biografi

### Ungdomsår
Jane Russell arbetade i sin ungdom som receptionist hos en fotvårdsspecialist, som modell och studerade drama vid Max Reinhardts Theatrical Workshop.

### Filmkarriär
Hon upptäcktes av Howard Hughes, som lanserade henne i filmen Den laglöse (1943). Filmen spelades in 1941, men visades först 1943. Hon blev känd som den första så kallade bystdrottningen, och regissören Howard Hughes lät till och med specialdesigna en behå som hon skulle använda i filmen, men Russell vägrade och använde istället en av sina egna.
Russell har även medverkat i flera komedier, bland andra Blekansiktet (1948) mot Bob Hope och Herrar föredrar blondiner (1953) mot Marilyn Monroe.
Jane Russell avslutade sin filmkarriär under 1960-talet. Hon menade att det inte fanns roller för skådespelerskor över 30 års ålder.

### Senare år
Russell var gift tre gånger och adopterade tre barn. I samband med adoptionerna upptäckte hon hur krångligt det kunde vara att adoptera barn, vilket ledde till att hon grundande World Adoption International Agency, som har hjälpt till vid tiotusentals adoptioner av barn till USA från andra länder.

## Filmografi i urval
- 1943 – Den laglöse
- 1946 – Young Widow
- 1948 – Blekansiktet
- 1951 – Dödligt lik
- 1951 – Miljonär för en dag
- 1952 – Sista chansen
- 1952 – Den laglösa ön
- 1952 – Blekansiktets son
- 1952 – Montana-ligan
- 1952 – Två glada sjömän på Bali (cameo)
- 1953 – Herrar föredrar blondiner
- 1954 – Lätt på foten
- 1955 – Underwater!
- 1955 – Foxfire
- 1955 – Man mot man
- 1955 – ...men dom gifter sej med brunetter
- 1956 – Hett blod
- 1956 – Lockfågeln
- 1957 – Kidnappad brud
- 1967 – Djävulsänglarnas överman
- 1984 – The Yellow Rose (TV-serie)
- 1986 – Hunter (TV-serie)